# San Dionisio del Mar
San Dionisio del Mar là một đô thị thuộc bang Oaxaca, México. Năm 2005, dân số của đô thị này là 5165 người.